# Smith College
Das Smith College in Northampton, Massachusetts, ist das größte Frauencollege der USA und eines der angesehensten der Welt. Es ist eine private, konfessionslose Bildungseinrichtung und Mitglied der „Seven Sisters“, der sieben renommiertesten Frauencolleges der Vereinigten Staaten. Das College ist außerdem eines der Five Colleges, einem Konsortium von fünf Hochschulen der Region um Amherst und Northampton.
Das College wurde 1871 von Sophia Smith gegründet und 1875 eröffnet. Die Präsidentin ist seit 2023 Sarah Willie-LeBreton, vorher Dekanin am Swarthmore College. Die Collegeregeln verlangen, dass alle Studentinnen am Campus wohnen und arbeiten, um damit deren Kameradschaft zu unterstützen.
Als Undergraduates werden ausschließlich Frauen zugelassen. Als Graduate Students sind auch Männer zugelassen.
Im Nationalranking des U.S. News & World Report belegte das Smith College für das akademische Jahr 2014 Platz 20 der besten Liberal Arts Colleges der Vereinigten Staaten.

## Zahlen zu den Studierenden, den Dozenten und zum Vermögen
Im Herbst 2021 waren 2.924 Studierende am Smith College eingeschrieben. Davon strebten 2.566 (87,8 %) ihren ersten Studienabschluss an, sie waren also undergraduates. Diese waren alle weiblich; 10 % bezeichneten sich als asiatisch, 6 % als schwarz/afroamerikanisch, 13 % als Hispanic/Latino, 50 % als weiß und weitere 14 % kamen aus dem Ausland. 358 (12,2 %) arbeiteten auf einen weiteren Abschluss hin, sie waren graduates. Es lehrten 399 Dozenten an der Universität, davon 315 in Vollzeit und 84 in Teilzeit.  2015 waren ca. 2750 Studentinnen eingeschrieben, die von 298 Professorinnen und Professoren unterrichtet wurden.
Der Wert des Stiftungsvermögens der Universität lag 2021 bei 2,559 Mrd. US-Dollar und damit 34,2 % höher als im Jahr 2020, in dem es 1,907 Mrd. US-Dollar betragen hatte. 2012 waren es rund 1,4 Mrd. US-Dollar gewesen.

## Persönlichkeiten

### Professoren
siehe Kategorie:Hochschullehrer (Northampton, Massachusetts)
- Susan Miller Rambo (1883–1977), Mathematikerin
- Ada Comstock (1876–1973), Hochschullehrerin und Präsidentin des Radcliff College
- Eleanor Duckett (1880–1976), Altphilologin
- Alfred Einstein (1880–1952), Musikwissenschaftler
- Kurt Koffka (1886–1941), Psychologe
- Kurt Vonnegut (1922–2007), Schriftsteller
- Leonard Baskin (1922–2000), Künstler
- Mary Ellen Chase (1887–1973), Schriftstellerin
- Waltraut Seitter (1930–2007), Astronomin
- Hans Rudolf Vaget (* 1938), Germanist
- Marjorie Senechal (* 1939), Mathematikerin
- Edgar Wind (1900–1971), Kunsthistoriker
- Klemens von Klemperer (1916–2012), Historiker

### Absolventinnen
- Tammy Baldwin (* 1962), Politikerin
- Joanna Barnes (1934–2022), Schauspielerin und Schriftstellerin
- Harriet Boyd-Hawes (1871–1945), Archäologin
- Barbara Pierce Bush (1925–2018), Ehefrau von US-Präsident George H. W. Bush
- Dorothy Canning Miller (1904–2003), Kuratorin
- Julia Child (1912–2004), US-amerikanische Autorin und Fernsehköchin
- Judy Clapp (* 1930), Informatikerin
- Cheryl Crawford (1902–1986), Broadwayproduzentin
- Julie Nixon Eisenhower, Tochter von US-Präsident Richard Nixon
- Betty Friedan (1921–2006), Feministin und Schriftstellerin
- Meg Greenfield (1930–1999), Journalistin, Pulitzer-Preis-Trägerin
- Maude Miner Hadden (1880–1967), Sozialarbeiterin, Schriftstellerin und Lyrikerin
- Jean C. Harris (1927–1988), Kunsthistorikerin und Museumsdirektorin
- Mabel Gweneth Humphreys (1908–2006), Mathematikerin und Hochschullehrerin
- Yolanda King (1955–2007), Bürgerrechtlerin, Schauspielerin und Tochter von Martin Luther King
- Amy-Jill Levine (* 1956), jüdische Neutestamentlerin und Autorin
- Margaret Mitchell (1900–1949), Schriftstellerin
- Erin Morgenstern (* 1978), Autorin
- Cynthia Moss (* 1940), Forscherin, Naturschützerin
- Phebe Novakovic (* 1957), Managerin
- Sharmeen Obaid-Chinoy (* 1978), Dokumentarfilmerin
- Ruth Ozeki (* 1956), Autorin
- Leona May Peirce (1863–1954), Mathematikerin
- Mary Locke Petermann (1908–1975), Chemikerin und Hochschullehrerin
- Sylvia Plath (1932–1963), Dichterin
- Halina Poświatowska (1935–1967), polnische Dichterin
- Susan Miller Rambo (1883–1977), Mathematikerin und Hochschullehrerin
- Nancy Davis Reagan (1921–2016), Ehefrau von US-Präsident Ronald Reagan
- Florence Rena Sabin (1871–1953), Wissenschaftlerin
- Pat Shipman (* 1949), Paläoanthropologin und Sachbuchautorin
- Sandy Skoglund (* 1946), Fotografin und Installationskünstlerin
- Gloria Steinem (* 1934), Feministin und Journalistin
- Laura D. Tyson (* 1947), Wirtschaftswissenschaftlerin
- Erin Cressida Wilson (* 1964), Drehbuchautorin
- Alice Morgan Wright (1881–1975), Bildhauerin, Frauen- und Tierrechtlerin
- Cynthia Voigt (* 1942), Autorin

## Berühmte fiktive Studentinnen und Absolventinnen
- Piper Chapman aus der Netflix-Serie Orange Is the New Black
- Emily Gilmore aus der Fernsehserie Gilmore Girls
- Esther Greenwood, Protagonisten von Sylvia Plaths Roman Die Glasglocke
- Charlotte York aus der Fernsehserie Sex and the City
- Chenault, eine Figur in Hunter S. Thompsons The Rum Diary
- Cristina Yang aus der Fernsehserie Grey’s Anatomy